# تومازو کولتی
تومازو کولتی (ایتالیایی: Tommaso Coletti؛  ‏ تلفظ ایتالیایی: [tomˈmaːzo]؛ ‏ زادهٔ ۹ مهٔ ۱۹۸۴) بازیکن فوتبال اهل ایتالیا است.
از باشگاه‌هایی که در آن بازی کرده است می‌توان به باشگاه فوتبال کوزنتسا کالچو، باشگاه فوتبال فوجا، باشگاه فوتبال برشا، باشگاه فوتبال دلفینو پسکارا، ماترا کالچو، و باشگاه فوتبال یو. اس. پرگولیتزه اشاره کرد.